# Sphaerozetes clathratus
Sphaerozetes clathratus är en kvalsterart som först beskrevs av Hammer 1967.  Sphaerozetes clathratus ingår i släktet Sphaerozetes och familjen Ceratozetidae. Inga underarter finns listade i Catalogue of Life.